# Serapias albertii
Serapias albertii är en orkidéart som beskrevs av E.G.Camus. Serapias albertii ingår i släktet Serapias och familjen orkidéer. Inga underarter finns listade i Catalogue of Life.